# Roggenhouse
Roggenhouse település Franciaországban, Haut-Rhin megyében. Lakosainak száma 463 fő (2022. január 1.). Roggenhouse Hirtzfelden, Fessenheim, Munchhouse, Rumersheim-le-Haut és Blodelsheim községekkel határos.

## Népesség
A település népessége az elmúlt években az alábbi módon változott:
| Lakosok száma | 472  | 469  | 476  | 469  | 468  | 466  | 465  | 461  | 463  |
|               | 2013 | 2015 | 2016 | 2017 | 2018 | 2019 | 2020 | 2021 | 2022 |